# Diest (brabantisches Adelsgeschlecht)

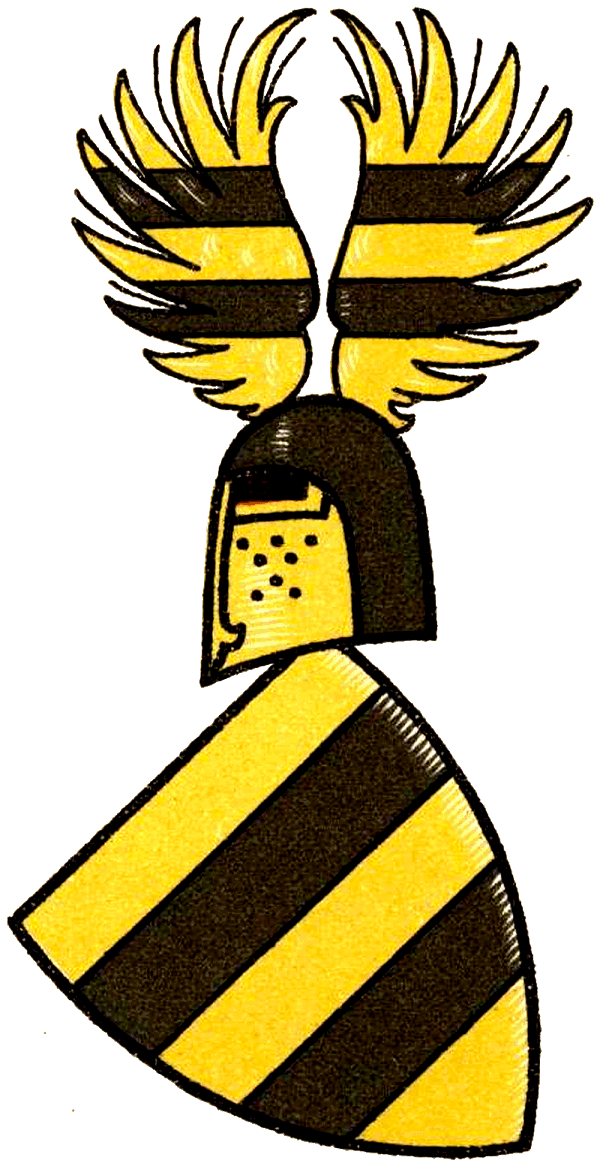
Wappen der Herren von Diest (Brabant)

Die Herren von Diest waren ein altes brabantisches Adelsgeschlecht. Die Oberhäupter des Hauses waren auch für einen längeren Zeitraum Burggrafen (Vicomte) von Antwerpen. Nach dem Aussterben der Familie kam die Herrschaft Diest über Umwege in den Besitz des Hauses Nassau. Die Familie ist nicht zu verwechseln mit der heute noch bestehenden briefadligen Familie von Diest.

## Geschichte
Die Freiherren von Diest hatten ihren Stammsitz im gleichnamigen Ort Diest in Brabant. Ein Otto von Diest wurde um 1099 erwähnt. Dessen Sohn Arnulf oder Arnold I. nahm 1135 zusammen mit Graf Arnulf von Looz und anderen an der Stiftung der Abtei Averbode teil. Es folgten Arnold II. und Arnold III. Dieser schenkte dem Deutschen Orden 1229 ein Allod bei Bekkevoort. Dort entstand eine Komturei des Ordens. Auch gründete er ein Zisterzienserinnenkloster in Diest. Da seine Ehe kinderlos blieb, wurden die Neffen Arnold IV., Gerhard und Erhard Erben. Ein Sohn des in der Schlacht von Altenesch gegen die Stedinger gefallenen Gerhard († 1234) war der spätere Bischof von Münster Everhard von Diest.
Arnold IV. tat sich als Wohltäter verschiedener Klöster hervor und gründete den Beginenhof Diest. Er geriet 1254 in eine Fehde mit dem Herzog von Brabant, nachdem er sich dessen Gegnern den Grafen von Jülich, Mark, Arnsberg und Isenburg angeschlossen hatte. Daraufhin wurde er von seinem Besitz vertrieben. Kurze Zeit später kam es zur Aussöhnung. Durch seine Ehe soll er auch Anspruch auf die Burggrafschaft Antwerpen erlangt haben. 
Sein Sohn Arnold V. war jedenfalls Herr von Diest und Burggraf von Antwerpen. Dieser stiftete 1270 das Minoritenkloster in Diest und kämpfte in der Schlacht bei Worringen. Er hatte mehrere Söhne, die zunächst gemeinsam das Erbe antraten, ehe es zu einer Erbteilung kam. Johann von Diest, obwohl Geistlicher, wurde schließlich Haupterbe. Dieser wurde 1322 auch Bischof von Utrecht. Nach dem Tod des Bischofs und der übrigen Brüder erbte Thomas von Diest den Besitz. Ihm folgte Heinrich, der 1363 die Burggrafschaft Antwerpen von der Herzogin Margarethe von Burgund zu Lehen bekam. Ihm folgte Thomas II. Ein weiterer Sohn war Wilhelm, 1393 bis 1439 Bischof von Straßburg. Thomas erwarb die Stadt und Herrschaft Sichem, nahm am 26. November 1382 an der Schlacht bei Roosebeke teil. Sein Sohn Johann der Jüngere starb bereits, bevor er das Erbe antreten konnte. 
Die Tochter Johanna († 8. April 1472) war mit dem Grafen Johann IV. Heinsberg († 27. Januar 1448) und 1461 zum zweiten Mal mit Hermann von Generos verheiratet. Die Tochter sollte nach dem Tod des Großvaters und der Mutter die Besitzungen erben. Sie starb 1472. Sie hatte nur die Tochter Johanna von Loon-Heinsberg († 1469). Diese brachte den gesamten Besitz, aber auch die darauf lastenden Schulden in ihre Ehe mit Graf Johann von Nassau-Saarbrücken ein. Auch aus dieser Ehe entstammten zwei Töchter: Elisabeth (1459–1479) und Johanna (1464–1521). Der Besitz fiel zunächst an Herzog Wilhelm von Jülich dem Ehemann von Elisabeth; dieser tauschte ihn gegen anderen Besitzungen mit Graf Engelbert II. von Nassau ein. In der Folge kam der Besitz an das Haus Oranien. Nach dem Tod Wilhelms III. beanspruchte Preußen das Gebiet. Es wurde aber 1708 dem Haus Nassau-Diez zugesprochen.

## Wappen
In Gold zwei schwarze Querbalken. Auf dem Helm ein offener, wie der Schild bezeichneter Flug.

## Personen
- Everhard von Diest († 1301), 1275–1301 Bischof von Münster
- Johannes von Diest († 1259), Bischof von Samland, dann 1254–1259 Bischof von Lübeck
- Johann III. von Diest († 1340), 1322–1340 Bischof von Utrecht
- Wilhelm II. von Diest († 1439), 1393–1439 zuerst Elekt, dann Fürstbischof von Straßburg